# Horizonte de partículas
El horizonte de partículas (también llamado el horizonte cosmológico, el horizonte de la luz o el horizonte de la luz cósmica) es la distancia máxima que las partículas podrían haber recorrido hacia el observador durante la edad del universo. Representa el límite entre las regiones observables y no observables del universo, por lo que su distancia en el tiempo presente define el tamaño del universo observable. La existencia, propiedades e importancia de un horizonte cosmológico dependen del modelo cosmológico en particular.

## El tiempo conformal y el horizonte de partículas
En cuanto a la distancia comóvil, el horizonte de partículas es igual al tiempo conformal {\displaystyle \eta } que ha transcurrido desde la Big Bang (Gran Explosión), que mide la velocidad de la luz {\displaystyle c}. En general, el tiempo conforme en un momento determinado {\displaystyle t} se da de la siguiente forma:
{\displaystyle \eta =\int _{0}^{t}{\frac {dt'}{a(t')}}}
en donde {\displaystyle a(t)} es el factor de escala de la métrica de Friedman-Lemaître-Robertson-Walker, y estableciendo que el Big Bang tuvo lugar en {\displaystyle t=0}. Por convenio, el subíndice 0 indica el presente, por lo que el tiempo conforme del día de hoy es {\displaystyle \eta (t_{0})=\eta _{0}=1.48\times 10^{18}\ {\rm {s}}}. Debe tenerse en cuenta que el tiempo conformal no es la edad del universo, sino que se trata de la cantidad de tiempo que tardaría un fotón en viajar desde donde estamos ubicados hacia la distancia más lejana observable siempre que el universo hubiese dejado de expandirse. Como tal, {\displaystyle \eta _{0}} no es un tiempo físicamente significativo (esta cantidad de tiempo todavía no ha transcurrido), sino que el horizonte de partículas con las que se asocia es una distancia conceptual significativa, como se verá más adelante.
El horizonte de partículas se aleja constantemente a medida que pasa el tiempo y crece el tiempo conformal. Así, la fracción del universo observada siempre crece. Puesto que la distancia apropiada en un momento dado se trata de las veces en las que la distancia comóvil llega al factor de escala (siendo definida normalmente la distancia comóvil como equivalente a la distancia apropiada en el momento actual, por lo que en el presente es {\displaystyle a(t_{0})=1}), la distancia apropiada al horizonte de partículas en un momento {\displaystyle t} es dado por:
{\displaystyle a(t)H_{p}(t)=a(t)\int _{0}^{t}{\frac {cdt'}{a(t')}}}
y para el presente {\displaystyle t=t_{0}}
{\displaystyle H_{p}(t_{0})=c\eta _{0}=14.4\ {\rm {Gpc}}=46,9\ {\rm {mil\ millones\ de\ a{\tilde {n}}os\ luz}}}.

## Problema del horizonte
El problema del horizonte es una dificultad de los modelos cosmológicos de tipo Big Bang (Gran explosión) para explicar la gran homogeneidad que el universo muestra a gran escala en la distribución de materia y radiación. Los datos empíricos muestran que nuestro universo es altamente uniforme y homogéneo, aun cuando está claro que debido a las grandes distancias no ha podido establecerse equilibrio térmico.